# Confraternita del Santo Sudario

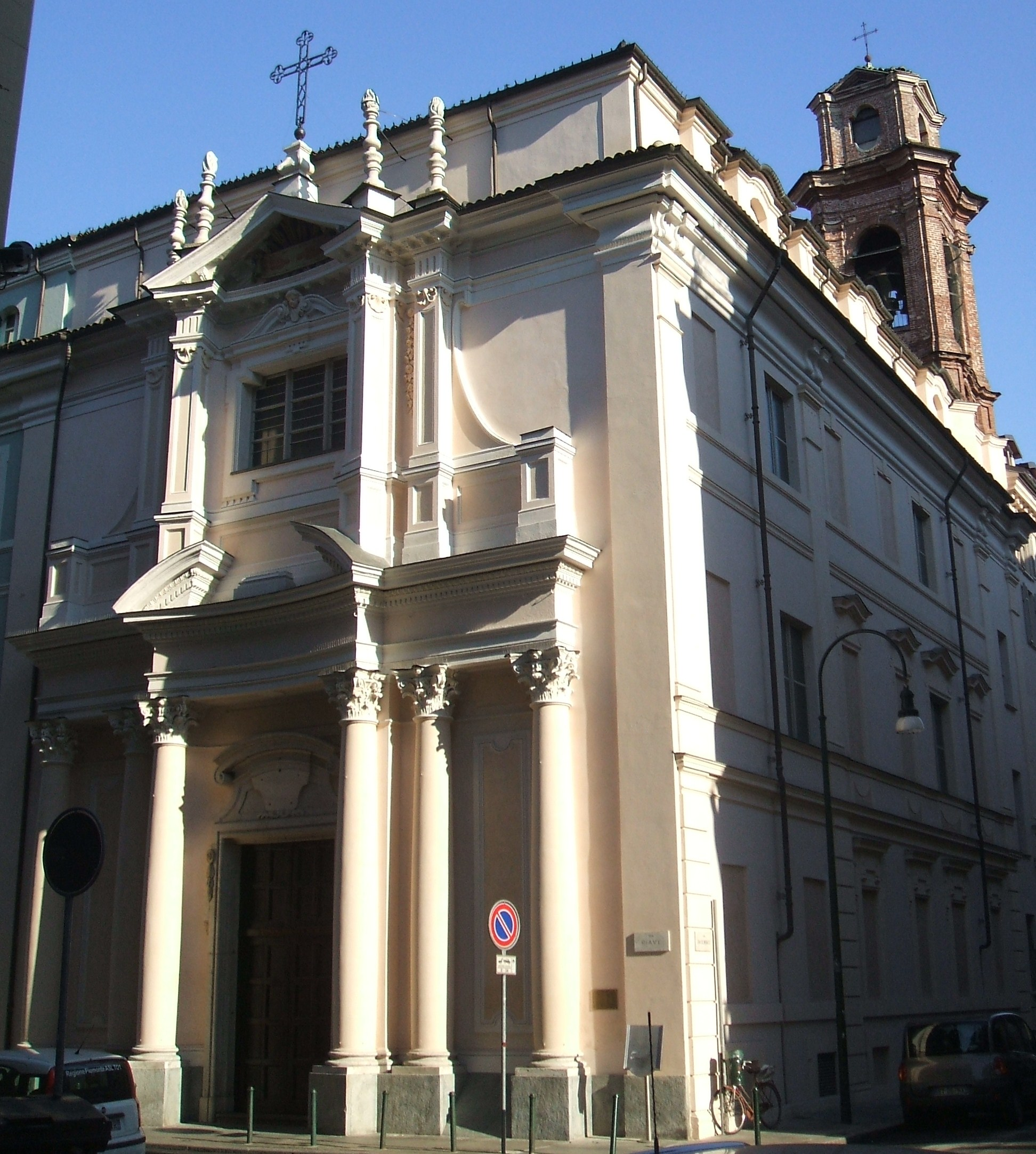
La chiesa del Santo Sudario di Torino, costruita dalla confraternita

La Confraternita del Santo Sudario di Torino è una confraternita di Torino. È una delle più antiche della città ancora in vita, essendo stata fondata nel 1598: la sua sede è in via San Domenico, e la sua chiesa di riferimento si trova in via Piave.

## Storia
La confraternita viene fondata nel 1598, in un periodo nel quale l'interesse verso la Sindone si stava estendendo. Nel 1506 papa Giulio II aveva emanato la bolla che concedeva la festa della santa Sindone, istituita per il 4 maggio; lo stesso 1506 il papa aveva istituito la prima confraternita dedita al culto sindonico; nel 1522 un'altra realtà analoga era stata creata a Cirié, mentre una terza confraternita nasceva a Roma nella seconda metà del secolo. A Torino la Confraternita del San Sudario venne istituita nel 1598, dietro autorizzazione dell'arcivescovo Carlo Broglia e del duca Carlo Emanuele I di Savoia.
La confraternita si distinse subito per le opere di carità, tanto che il papa Urbano VIII nel 1625 riconobbe i meriti dell'attività dei confratelli. Ben 7 papi, con dei brevi, riconobbero i meriti cristiani del sodalizio di Torino. La confraternita si distinse principalmente per l'assistenza verso i malati di mente. Nel 1728 fondarono lo Spedale dei Pazzerelli, primo istituto di cura e assistenza per queste persone. Con licenza del 12 ottobre 1731 Casa Savoia diede licenza alla confraternita di erigere una chiesa all'angolo tra le vie Deposito e Figlie dei Militari: nel 1734, presi in esame i progetti, venne scelto quello di Ignazio Mazzone, anch'egli confratello, e si posò la prima pietra della chiesa del Santo Sudario. Michele Antonio Milocco e Pietro Alzeri verranno scelti per le decorazioni. Dal 1764 la chiesa, pensata all'inizio per i privati, venne aperta al pubblico.
Soppressa in epoca napoleonica e poi ripristinata da Vittorio Emanuele I di Savoia la confraternita, entrata in collisione con il governo in seguito alla riforma delle opere pie, separò il proprio patrimonio da quello del manicomio.
Nel 1937 la confraternita fondò il sodalizio Cultores Sanctae Sindonis, approvato dal cardinale Maurilio Fossati, che nel 1959 divenne il Centro Internazionale di Sindonologia. Nel 1973 la confraternita inaugura il Museo della Sindone di Torino, ospitato oggi nella cripta della chiesa del Santo Sudario.